# Dorozjivel
Dorozjivel (ryska: Дороживель) är ett vattendrag i Belarus.   Det ligger i voblasten Homels voblast, i den östra delen av landet, 240 km öster om huvudstaden Minsk.
I omgivningarna runt Dorozjivel växer i huvudsak blandskog. Runt Dorozjivel är det glesbefolkat, med 13 invånare per kvadratkilometer.